# Fuensanta
Fuensanta ist eine Gemeinde (municipio) mit 287 Einwohnern (Stand: 2024) in der südostspanischen Provinz Albacete der Autonomen Region Kastilien-La Mancha.

## Lage
Fuensanta liegt etwa 38 km nordnordwestlich von Albacete in einer Höhe von ca. 730 m. Der Río Júcar begrenzt die Gemeinde im Osten. Das Klima im Winter ist kühl, im Sommer dagegen durchaus warm; die geringen Niederschlagsmengen (ca. 370 mm/Jahr) fallen – mit Ausnahme der nahezu regenlosen Sommermonate – verteilt übers ganze Jahr.

## Bevölkerungsentwicklung
| Jahr      | 1970 | 1981 | 1991 | 2001 | 2011 | 2021 |
| Einwohner | 662  | 506  | 420  | 367  | 369  | 281  |

Der kontinuierliche Bevölkerungsrückgang ist im Wesentlichen auf die anhaltende Abwanderung von Menschen aus dem agrarisch geprägten Umfeld zurückzuführen.

## Sehenswürdigkeiten
- Gregoriuskirche (Iglesia de San Gregorio)
- Konvent von Fuensanta
- Villa Manolita

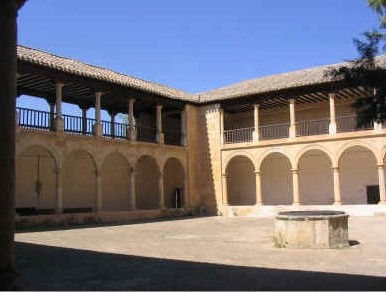
Konvent
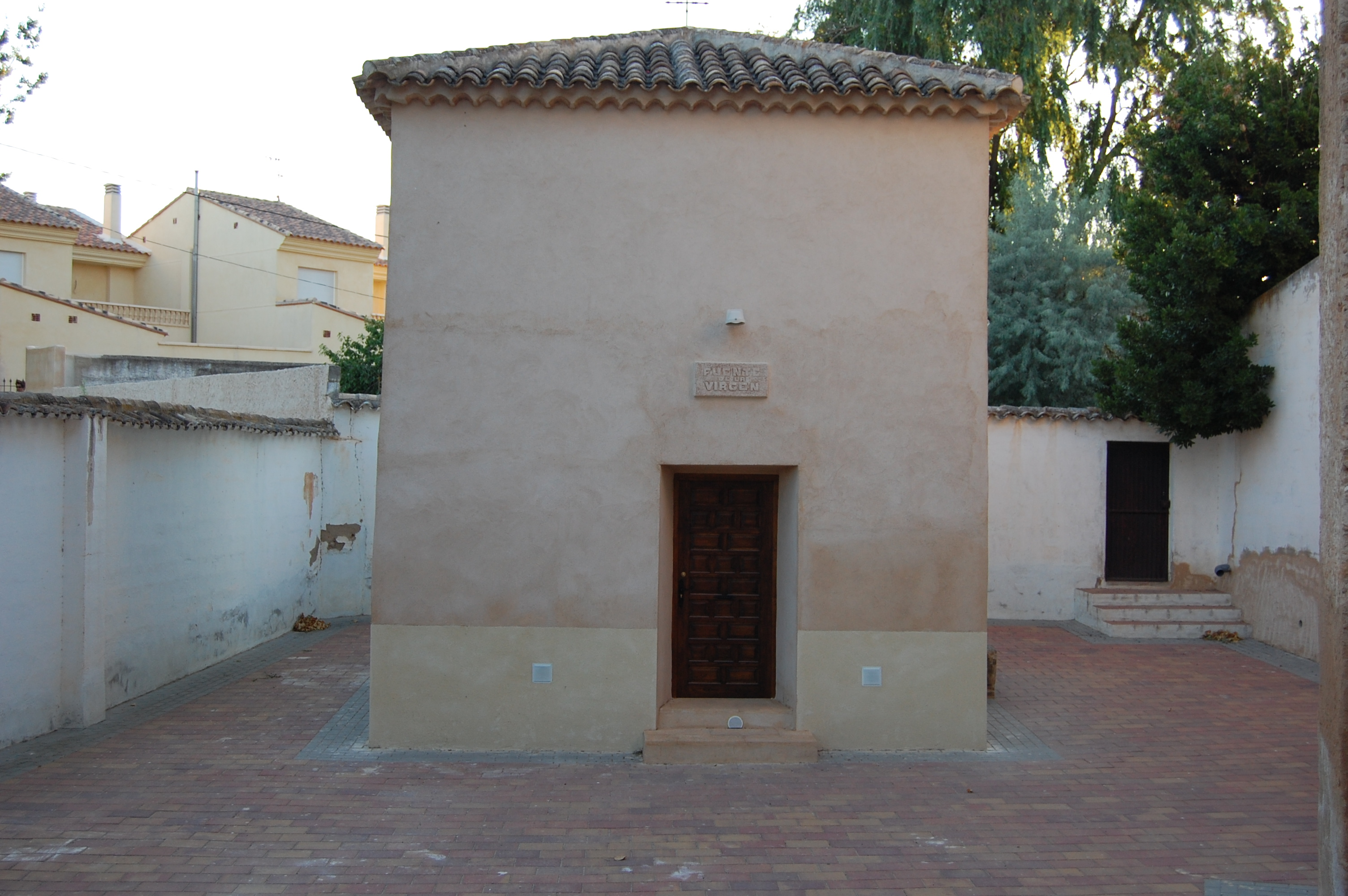
Kapelle
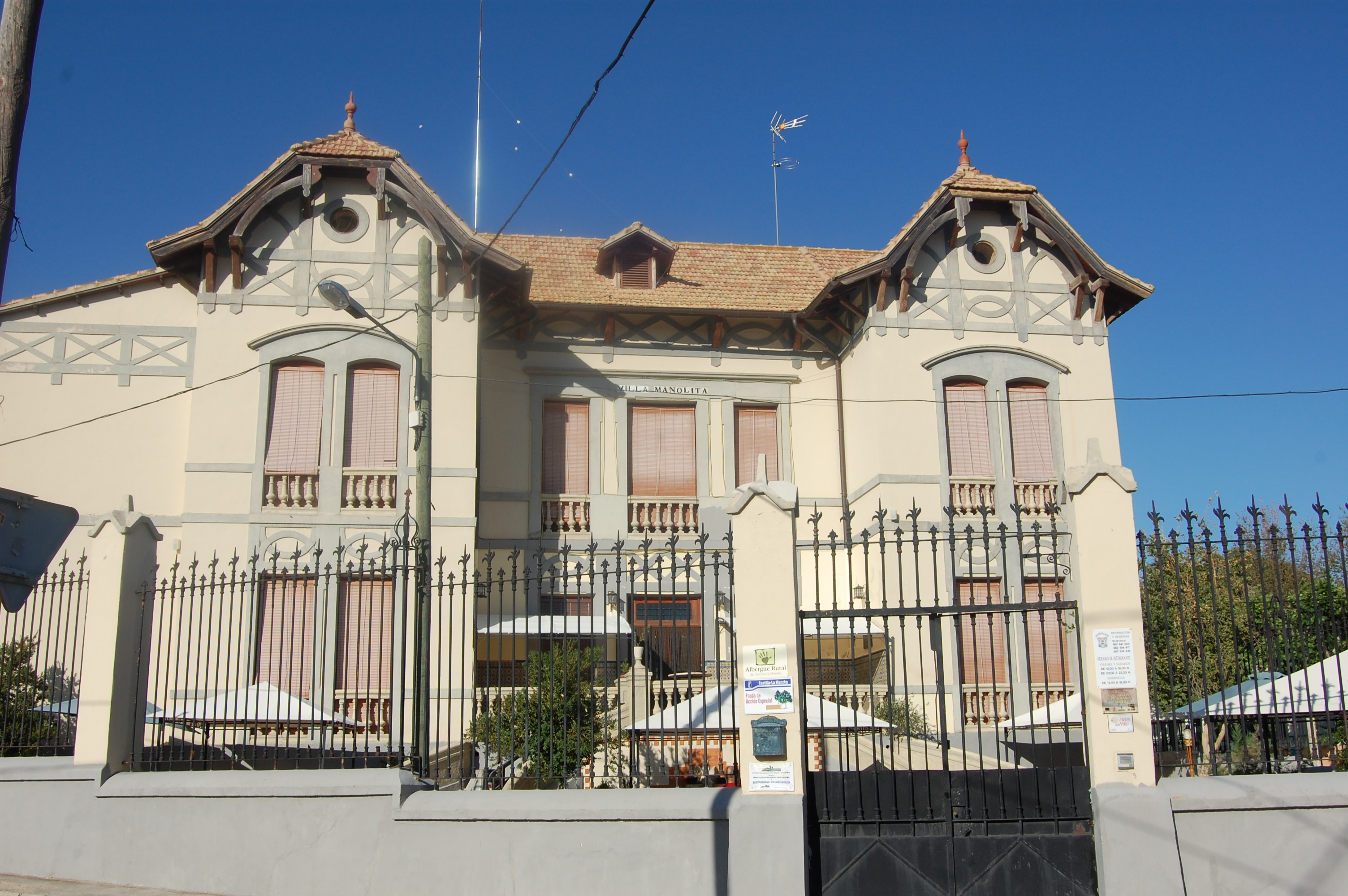
Villa Manolita